# Think for Yourself
Think for Yourself (englisch für: Denk selbständig) ist ein Lied der britischen Band The Beatles aus dem Jahr 1965. Es erschien auf dem Album Rubber Soul. Geschrieben wurde es von George Harrison.

## Hintergrund
George Harrison selbst konnte sich nicht mehr an den Anlass zu diesem Lied erinnern: “[…] I don’t quite recall who inspired that tune! Probably the Government.” (‚[…] ich erinnere mich nicht so recht, wer mich zu diesem Stück inspirierte! Wahrscheinlich die Regierung.‘) Diese Äußerung wurde als Scherz oder als Verwechslung aufgefasst. „Wenige Monate vor seiner Verlobung mit Pattie Boyd aufgenommen, hatte es sicherlich nichts mit seiner Zukünftigen zu tun.“ „Der Kommentar von George ist nicht wirklich hilfreich, um den Sinn der Wörter zu verstehen. Sie können von einer gefühlsmäßigen Beziehung handeln oder als politische Kritik aufgefasst werden.“ Die Formulierungen “Think for yourself” und “I won’t be there with you” (‚Ich werde da nicht bei dir/auf deiner Seite sein.‘) lassen eher an einen Love-Song denken.

## Komposition
Das Lied steht im 4⁄4-Takt, ist in G-Dur notiert und hat eine Länge von 2:17 Minuten. Das Tempo wird mit „Moderato“  angegeben.

## Text
Die ersten zwei Verse lauten “I’ve got a word or two to say about the things that you do.” (‚Ich muss ’mal ein Wort mit dir reden über die Dinge, die du machst.‘), eine Formulierung, die gleich einen vorwurfsvollen Ton anschlägt. Dieser Ton zieht sich durch den gesamten Text: “you’re telling all those lies” (‚du erzählst all diese Lügen‘), “you’re gonna cause more misery” (‚du bist dabei, noch mehr Elend zu verursachen‘), “try thinking more” (‚versuch’ mehr zu denken‘). Man hat in dem Ton des Liedes einen Vorläufer bei Bob Dylan entdeckt.

## Aufnahme
Das Stück wurde am 8. November 1965 in den Londoner Abbey Road Studios (Studio 2) in einem Take aufgenommen. Produzent war George Martin.
Die Abmischungen des Liedes erfolgten am 9. November 1965 in Mono und in Stereo.
Besetzung
- George Harrison: Lead-Gesang, Lead-Gitarre (Gretsch G 6119 Chet Atkins Tennessean oder Fender Stratocaster)[21]
- John Lennon: Gesang, E-Piano (?),[22] Gitarre (Rickenbacker 325 Capri oder Fender Stratocaster)
- Paul McCartney: Gesang, Bass (Rickenbacker 4001 S)[23][24]
- Ringo Starr: Schlagzeug (Ludwig Oyster Black Pearl ‘Super Classic’), Maracas, Tamburin[25]

Quellen:

## Veröffentlichungen
- Veröffentlicht wurde Think for Yourself am 3. Dezember 1965 in Großbritannien auf dem Album Rubber Soul auf dem Parlophone-Label.[28] In Deutschland erschien die LP bei Odeon am 7. Dezember 1965.[29]
- Am 26. Februar 1987 erfolgte die Erstveröffentlichung des Albums Rubber Soul als CD in Europa (USA: 21. Juli 1987), in einer von George Martin im Jahr 1986 hergestellten digitalen neuen Stereoabmischung.
- Ein kurzer Ausschnitt des Stücks ist im Spielfilm Yellow Submarine zu hören. Auf dem Album zum Film war es nicht zu erhalten, allerdings auf dem im September 1999 veröffentlichten, neu abgemischten Album Yellow Submarine Songtrack. Bei dieser Version wurden die Gesangsstimmen und die Instrumente in der Abmischung separiert und sind damit deutlich klarer zu hören. Es wurden für den wiederveröffentlichten Film Yellow Submarine darüber hinaus 5.1-Abmischungen angefertigt. Außerdem erschien das Lied auf dem Album The Best of George Harrison im November 1976.[30]

## Kritiken
„[…] ein typisch griesgrämiges Spottlied mit angeblich ,politischem' Anliegen […] Think for Yourself ist neben dem braven If I Needed Someone immer unterschätzt worden, es ist weniger einschmeichelnd, dafür aber prägnanter.“

“Harrison […] returns […] to the nasty, cynical world of Don’t Bother Me.”

„Harrison […] kehrt zurück […] zu der gemeinen, zynischen Welt von Don't Bother Me.“

„George ist wie seine Kollegen in Rekordzeit gereift. Er will sich nicht mehr mit harmlosen Liebesgeschichten begnügen, die am Anfang den Ruf der Gruppe begründeten. Der Geist öffnet sich. Ein neues soziales Gewissen ist entstanden. Wenn man ein Freund von Bob Dylan ist, muss man auf seine Worte achten […]“